# Tytgat Chocolat
Tytgat Chocolat è una serie televisiva belga del 2017 diretta da Marc Bryssinck e Filip Lenaerts.

## Trama
Jasper Vloemans è un ragazzo con la sindrome di Down che lavora come imballatore presso la ditta di cioccolato Tytgat Chocolat. Lì si innamora, ricambiato, di una delle sue colleghe: Tina Dibrani, una ragazza di origini kosovare affetta da autismo e con un lieve ritardo mentale. Quando la ragazza viene improvvisamente deportata nel suo paese d'origine per questioni burocratiche, Jasper e i suoi amici intraprendono un viaggio fino a Pristina.

## Produzione
Alcuni degli attori principali sono affetti dalla sindrome di Down.
La nuova serie, un sequel, sarà prodotta in una produzione britannica.
Nel dicembre 2019, Rai 1 ha trasmesso un libero adattamento dal titolo Ognuno è perfetto..

## Riconoscimenti
- 2017 - Prix Europa
  - Migliore serie televisiva[4]